# Todespoker
Todespoker (Originaltitel: Terminal Choice) ist ein kanadischer Medizin-Thriller von Sheldon Larry aus dem Jahr 1985.

## Handlung
Die amerikanische Dodson-Klinik ist weitgehend automatisiert. Personal und Ärzte werden nur für Operationen benötigt. Computer regeln und überwachen lebenswichtige Prozesse der Patienten. Das Krankenhauspersonal schließt Wetten auf die Diagnosen der Patienten ab und darauf, wie lange sie noch zu leben haben.
Als ein Patient von Dr. Frank Holt unter mysteriösen Umständen stirbt und sich weitere Todesfälle ereignen, macht der Arzt sich auf die Suche nach den Ursachen.  Seine frühere Geliebte Anna und der Krankenhausanwalt sollen dabei helfen, die Fälle zu untersuchen.

## Kritik
Das Lexikon des internationalen Films meinte, der Film sei ein „bizarrer Schocker mit abstruser Story und diffamierenden Ärzte-Klischees, dem auf der Suche nach durchaus spannend geratenen Effekten einige Geschmacksentgleisungen unterlaufen“.